# جوستين ميلر
جوستين ميلر (بالإنجليزية: Justin Miller (judge))‏ (و. 1888 – 1973 م) هو قاض من الولايات المتحدة الأمريكية ولد في كريسينت سيتي، ديل نورتي، كاليفورنيا.